# Gabriel Solano
Gabriel Esteban Solano (Buenos Aires, 4 de junio de 1974) es un político argentino dirigente del Partido Obrero, desde 2019 es presidente de ese espacio. En las elecciones legislativas de 2017 integró la lista del Frente de Izquierda y de los Trabajadores y obtuvo una banca de legislador por la Ciudad Autónoma de Buenos Aires. En 2023 se presentó como precandidato presidencial (junto a Vilma Ripoll como precandidata vicepresidencial) en las PASO compitiendo contra la fórmula Myriam Bregman - Nicolás del Caño en las internas del FIT-U. La fórmula Solano - Ripoll obtuvo 186 808 votos (0,79%), siendo derrotada por su contrincante que obtuvo 442 085 votos.

## Militancia política

### Inicios
Gabriel Solano empezó su actividad política a comienzos de la década de 1990, participando de las movilizaciones estudiantiles contra las políticas educativas del entonces presidente Carlos Menem, tras lo cual se incorporó por un breve lapso al Partido Socialista. Se afilió al Partido Obrero donde rápidamente se convirtió en el principal dirigente de la Unión de Juventudes por el Socialismo (UJS). En ese período su organización logró desplazar a la Franja Morada de la Federación Universitaria de Buenos Aires (FUBA) a través de la conformación de un frente entre el PO y diversas fuerzas izquierdistas de la Universidad.
En 2006, Solano participó en el denominado «movimiento por la democratización», un tipo de protesta en contra de la Asamblea Universitaria y de Atilio Alterini, quien en ese entonces se desempeñaba como rector de la Universidad de Buenos Aires (UBA). Además de los citados trabajos políticos, publicó diversos artículos y se desempeñó durante un tiempo como conferencista a nivel nacional.
Además de ser dirigente de la Federación Universitaria de Buenos Aires y de la Unión de Juventudes por el Socialismo, Solano también participó del Foro Social Mundial (FSM) en 2002 (Brasil) y 2005 (Venezuela).

### Actividad parlamentaria
Fue asesor de la banca que ocupó Jorge Altamira en la Legislatura porteña entre 2000 y 2003, formando parte de la Comisión de Educación. En este sentido, ha escrito diversos artículos sobre educación, política económica y juventud como columnista en medios como La Política Online, Infobae y Prensa Obrera, además de brindar conferencias en diferentes centros de estudios del país.
Fue elegido por el Partido Obrero para conformar la lista de diputados en el Frente de Izquierda en la Capital Federal en las elecciones de 2011, 2013, 2015 y 2017. En esta última, como candidato a legislador porteño, ingresó a la Legislatura para el período 2017-2021,renunció a su banca en diciembre de 2020 para que otro integrante del Frente de Izquierda asumiera. Fue elegido nuevamente para una banca en la Legislatura en 2021 para el periodo 2021-2025.
Desde su banca, ha presentado proyectos involucrándose, particularmente, sobre la problemática educativa en la Ciudad de Buenos Aires, en particular sobre la crisis de infraestructura en las escuelas y sobre la implementación de Educación Sexual Integral (ESI). También es autor del proyecto de ley y uno de los impulsores de la Campaña por la Separación de la Iglesia del Estado. Además ha utilizado el espacio desde su banca para dar visibilidad a los reclamos y repudiando la persecución a los docentes.
Sobre la salud, ha presentado un pedido de informe al ejecutivo porteño por la situación de los hospitales y sobre «contaminación» en el Subte.
Durante las audiencias públicas impulsadas por el gobierno de Mauricio Macri en la que las empresas distribuidoras pidieron el aumento del precio del gas, cuestionó el pedido y señaló que la decisión de avanzar en el aumento representaría un «megatarifazo». En este mismo sentido, ha presentado diferentes proyectos y amparos contra los aumentos tarifarios al transporte en la ciudad. Además, denunció la especulación inmobiliaria a raíz del traslado de los terrenos de la cárcel de Villa Devoto.
También ha impulsado la lucha por el esclarecimiento de la desaparición de Santiago Maldonado señalando la responsabilidad del gobierno. Asimismo, ha criticado la política de reformas del macrismo a las Fuerzas Armadas.
Ha expresado un ferviente rechazo al paquete de reformas laborales y al acuerdo con el FMI llevadas adelante por el oficialismo en 2018.

#### Precandidato a presidente 2023
Fue precandidato a presidente en las Elecciones presidenciales de Argentina de 2023 en fórmula con Vilma Ripoll del MST pero perdió en las primarias del Frente de Izquierda y de Trabajadores - Unidad contra la fórmula Bregman - Del Caño
Antes de las Elecciones Primarias presentó su libro Por que fracasó la democracia en la Feria del libro.

## Libro
• Por que Fracasó la Democracia. Editorial Planeta.año 2023.

## Historia electoral
|  | 5,59 % |

|  | 5,64 % |

|  | 5,48 % |

|  | 6,88 % |

|  | 3,66 % |

|  | 7,92 % |

|  | 0,78 % |